# Valéran de Héman

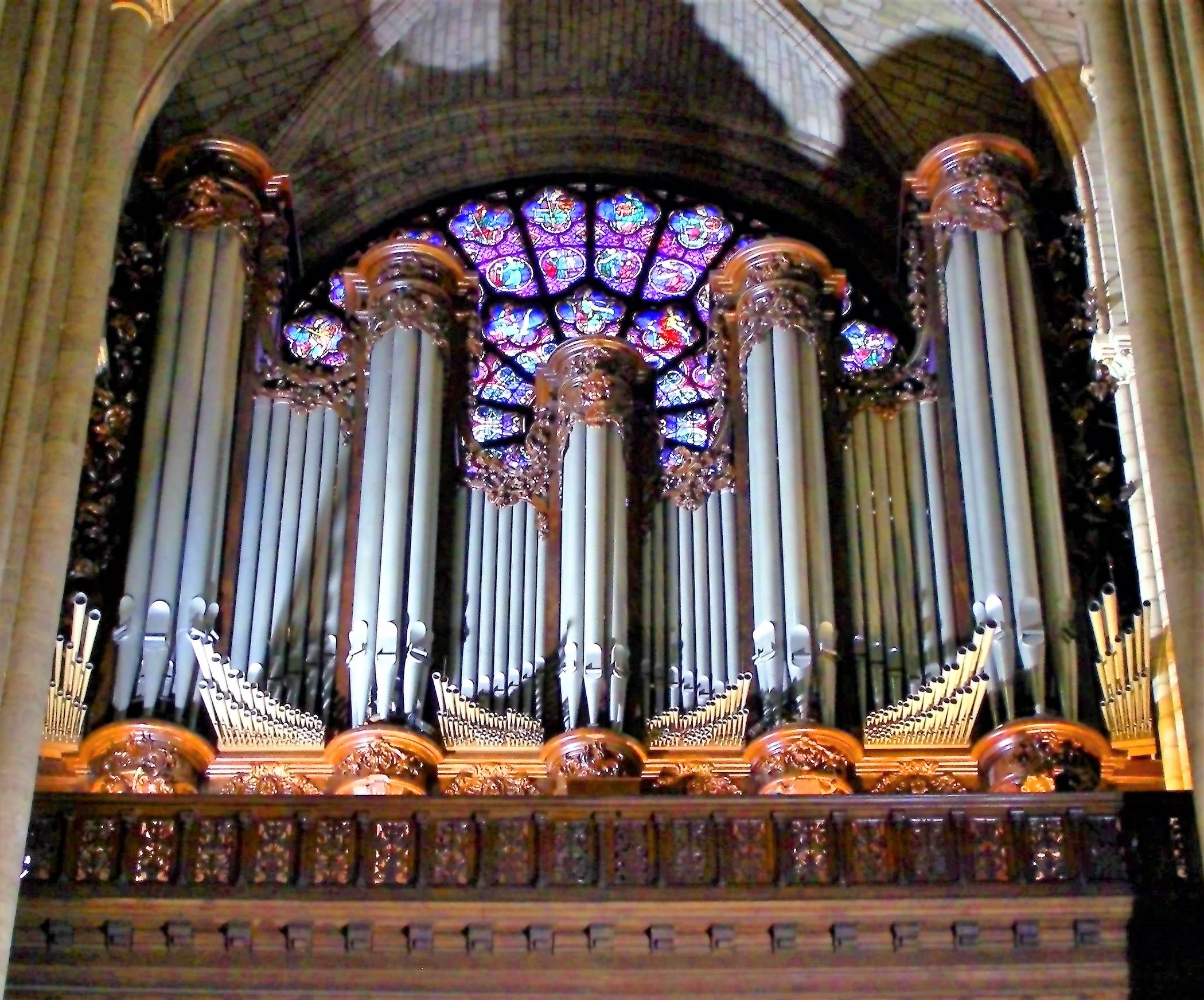
Grand-orgue de Notre-Dame de Paris.

Valéran de Héman (1584-1641) est un facteur d'orgues français actif dans la première moitié du XVIIe siècle.

## Biographie
Il est le gendre du célèbre facteur d'orgues Crespin Carlier et commence sa carrière en 1608, à l'église Saint-Vivien de Rouen.
Il travaille ensuite sur le grand-orgue de la cathédrale Notre-Dame de Paris auquel il ajoute un positif, et dans diverses églises parisiennes et notamment celle de Saint-Jean-en-Grève,.
On le trouve plus tard à Honfleur, à Rouen (église saint-Maclou), Troyes. À Meaux, il construit en 1627 l'orgue de la cathédrale. 
Son activité l'amène à partir de 1627 à Bordeaux, à la cathédrale (le grand-orgue qu'il y construit existera jusqu'à la Révolution) et dans plusieurs églises (dont Saint-Seurin) jusqu'en 1633 avant de retourner à Paris ; c'est au couvent des Carmes qu'il réalise en 1639 son plus grand instrument, aujourd'hui disparu, comme le couvent démoli en 1811.
Il meurt en  1641.
Il a formé plusieurs élèves, dont Pierre Thierry,, Pierre Désenclos ou ses propres neveux, Louis, Jean et François,.